# Lublinia katookyensis
Lublinia katookyensis är en insektsart som beskrevs av Einyu och M. Firoz Ahmed 1982. Lublinia katookyensis ingår i släktet Lublinia och familjen dvärgstritar.
Artens utbredningsområde är Uganda. Inga underarter finns listade i Catalogue of Life.